# Luciana Turina

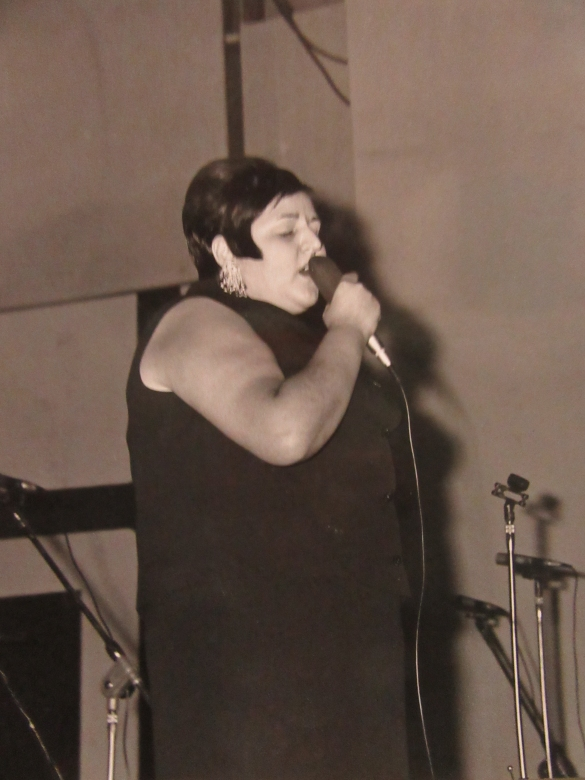
Luciana Turina sul palco del Teatro Nuovo di Salsomaggiore Terme, anni sessanta.

Luciana Turina (Malavicina di Roverbella, 10 agosto 1946) è una cantante, attrice e personaggio televisivo italiana.

## Biografia
Nata a Malavicina, una frazione di Roverbella, fu la primogenita di un'orfana raccoglitrice di riso e di un impiegato del comune di Roverbella.                               Tutta la famiglia Turina era composta da cantanti lirici dilettanti, ed è per questo che Luciana, sin da piccola ha la passione per il canto.
Per la sua voce calda, da blues, fu soprannominata dalla stampa "La negra bianca" e la "Ella Fitzgerald italiana".
Come cantante è stata famosa soprattutto negli anni sessanta. Nel 1965 vinse il Festival di Castrocaro interpretando Come ti vorrei, acquisendo così il diritto a partecipare al Festival di Sanremo 1966, nel quale propose Dipendesse da me, non venendo però ammessa alla serata finale.
Nel 1970 posa, coperta da veli, per Playboy e Playmen. Nel 1972 ha pubblicato il suo unico album, Perché qualcuno un giorno mi ha dato la vita e... una voce, con gli arrangiamenti di Vince Tempera; nel disco suonano, tra gli altri, Ellade Bandini, Alfredo Golino e Massimo Luca.
Negli anni settanta pubblica altri 45 giri di scarso successo commerciale e nel 1981 interpreta il brano Petite Creature, scritto da Ennio Morricone e Mauro Bolognini, inserito nella colonna sonora del film La storia vera della signora dalle camelie, diretto da Mauro Bolognini.
Nel 2001, insieme ad altri artisti come Giorgio Consolini, I Santo California e Jack La Cayenne, prende parte al progetto scritto da Enzo Carnevale Come nelle favole, un libro accompagnato da un CD, dove interpreta il brano Musica è (E. Carnevale - F. Rico - A. Giraldi).
Ben più rilevante la sua carriera da attrice, con la partecipazione a una trentina di lungometraggi da caratterista, grazie anche al fisico possente; ha girato anche alcuni film di commedia erotica all'italiana. Rilevante inoltre il suo contributo come personaggio televisivo, grazie alla partecipazione ai varietà Rai Settimo anno del 1978, insieme a Lando Buzzanca ed Ivana Monti, Patatrac (1982) di Gianni Boncompagni con Franco Franchi e Ciccio Ingrassia, o ancora nel 1988 in Aperto per ferie, insieme a Michele Mirabella.
Nel 2018 ha inciso un nuovo brano dal titolo Terra, scritto da Moreno Rossi, per l'etichetta Ghiro Records, accompagnato da un videoclip diretto da Massimiliano Zeuli.

### Vita privata
Luciana Turina si è sposata tre volte; nel 2008 si è trasferita in un quartiere residenziale di Palermo, dove risiede con il suo attuale marito. Oggi continua con impegno ad esibirsi dal vivo soprattutto in pièce teatrali e ogni tanto appariva in qualche trasmissione televisiva come I migliori anni, Pomeriggio Cinque, Il Tempo Vola? e Techetechetè.

## Discografia parziale

### Album
- 1972 - Perché qualcuno un giorno mi ha dato la vita e... una voce (Cinevox, SC 33/013)

### EP
- 1966 - Dio come ti amo/Dependes de mi/La carta vincente/Nadia me puede juzgar (Compagnia Generale del Disco, HG 77-40; con Gigliola Cinquetti, Gino Paoli e Caterina Caselli; pubblicato in Spagna)

### Singoli
- 1965 - Sei il mio male/Come ti vorrei (CGD, N 9600)
- 1966 - Dipendesse da me/L'amore è una giostra (Compagnia Generale del Disco, N 9604)
- 1966 - Depende de mi/L'amore è una giostra (Music-Hall, 30.524; pubblicato in Argentina)
- 1966 - Non prendere la vita così com'è/Un ragazzo che ride (Compagnia Generale del Disco, N 9625)
- 1966 - Il mio male/Non prendere la vita così com'è (Compagnia Generale del Disco, N 9634)
- 1968 -  Imogene/Notte senza fine (RCA Talent, TL1)
- 1971 - Fratello ladro/Ma perché (Cinevox, SC 1069)
- 1972 - Djamballà (il mio tempo arriverà)/Cena per due (Cinevox, SC 1074)
- 1977 - Water closet/Arancione (Mia Records, M 1513)
- 1983 - Hey mamma/Brr...che freddo (Strong Records, SR 106)
- 2018 - Terra (Ghiro Records)

### Partecipazioni
- 1981 - La storia vera della signora dalle camelie con il brano Petite Creature
- 2001 - Come nelle favole con il brano Musica è

## Filmografia
- Il terribile ispettore, regia di Mario Amendola (1969)
- Serafino, regia di Pietro Germi (1969)
- I racconti romani di una ex novizia, regia di Pino Tosini (1972)
- Le notti peccaminose di Pietro l'Aretino, regia di Manlio Scarpelli (1972)
- La bella Antonia, prima monica e poi dimonia, regia di Mariano Laurenti (1972)
- Teresa la ladra, regia di Carlo Di Palma (1973)
- Oremus, Alleluia e Così Sia, regia di Alfio Caltabiano (1973)
- Patroclooo!... e il soldato Camillone, grande grosso e frescone, regia di Mariano Laurenti (1973)
- Li chiamavano i tre moschettieri... invece erano quattro, regia di Silvio Amadio (1973)
- Fra' Tazio da Velletri, regia di Romano Gastaldi (1973)
- Mamma... li turchi!, regia di Renato Savino (1973)
- La badessa di Castro, regia di Armando Crispino (1974)
- Prigione di donne, regia di Brunello Rondi (1974)
- L'uomo che sfidò l'organizzazione, regia di Sergio Grieco (1975)
- Scandalo in famiglia, regia di Marcello Andrei (1976)
- Peccatori di provincia, regia di Tiziano Longo (1976)
- Carioca tigre, regia di Giuliano Carnimeo (1976)
- La cameriera nera, regia di Mario Bianchi (1976)
- Africa Express, regia di Michele Lupo (1976)
- Kakkientruppen, regia di Marino Girolami (1977)
- Poliziotto senza paura, regia di Stelvio Massi (1978)
- Scherzi da prete, regia di Pier Francesco Pingitore (1978)
- L'imbranato, regia di Pier Francesco Pingitore (1979)
- Ciao marziano, regia di Pier Francesco Pingitore (1980)
- La città delle donne, regia di Federico Fellini (1980)
- C'è un fantasma nel mio letto, regia di Claudio Giorgi (1981)
- Vieni avanti cretino, regia di Luciano Salce (1982)
- I camionisti, regia di Flavio Mogherini (1982)
- Stesso mare stessa spiaggia, regia di Elo Pannacciò (1983)
- "FF.SS." - Cioè: "...che mi hai portato a fare sopra a Posillipo se non mi vuoi più bene?", regia di Renzo Arbore (1983)
- Mare amore - Frammenti di storie d'amore, regia di Angelo Pann (1985)
- Night Club, regia di Sergio Corbucci (1989)
- Un difetto di famiglia - film TV, regia di Alberto Simone (2002)
- Il cosmo sul comò, regia di Marcello Cesena (2008)

## Doppiatrici italiane
- Lydia Simoneschi in La bella Antonia, prima monica e poi dimonia, Li chiamavano i tre moschettieri... invece erano quattro
- Rosetta Calavetta in Africa Express
- Solvejg D'Assunta in L'imbranato